# Российская трёхсторонняя комиссия по регулированию социально-трудовых отношений
Российская трёхсторонняя комиссия по регулированию социально-трудовых отношений (также Российская трёхсторонняя комиссия, РТК) — координационный, постоянно действующий, орган, выполняющий задачу обеспечения регулирования социально-трудовых отношений и согласования социально-экономических интересов общероссийских объединений профессиональных союзов, работодателей и Правительства Российской Федерации. Образована 24 января 1992 года указом президента России Бориса Ельцина, Положение утверждено указом Президента РФ от 21 января 1997 года № 29. В субъектах Российской Федерации действуют региональные трёхсторонние комиссии.

## Основные задачи
Основными задачами Комиссии, в том числе, являются:
- Ведение коллективных переговоров и подготовка проекта Генерального соглашения[1] между общероссийскими объединениями профессиональных союзов, общероссийскими объединениями работодателей и Правительством Российской Федерации;
- Проведение консультаций по вопросам, связанным с разработкой проектов федеральных законов и иных нормативных правовых актов Российской Федерации в области социально-трудовых отношений, федеральных программ в сфере труда, занятости населения, миграции рабочей силы, социального обеспечения;
- Изучение международного опыта, участие в мероприятиях, проводимых соответствующими зарубежными организациями в области социально-трудовых отношений и социального партнерства, проведение в рамках Комиссии консультаций по вопросам, связанным с ратификацией и применением международных трудовых норм[5];
- Содействие договорному регулированию социально-трудовых отношений на федеральном уровне;
- Согласование позиций сторон по основным направлениям социальной политики;
- Рассмотрение (по инициативе сторон) вопросов, возникающих в ходе выполнения генерального соглашения;
- Распространение опыта социального партнерства, информирование отраслевых, региональных и прочих комиссий по регулированию социально-трудовых отношений о деятельности комиссии[6];

Действует на основании Федерального закона от 1 мая 1999 года N 92-ФЗ «О Российской трехсторонней комиссии по регулированию социально-трудовых отношений».
РТК сформирована на паритетной основе по 30 представителей от каждой стороны: общероссийских объединений профессиональных союзов (представленных ФНПР и КТР); Правительства Российской Федерации; общероссийских объединений работодателей (представленных РСПП).

## Практическая деятельность
Для общего руководства деятельностью трёхсторонней комиссии, Президент РФ назначает координатора комиссии. Также каждая из сторон выбирает (в случае общественных объединений работников и работодателей) или назначает (в случае Правительства РФ) координаторов сторон.
Комиссия рассматривает, в среднем, до 60 вопросов, представляющих интерес для участвующих в ней сторон, в год.
Одним из широкоизвестных примеров такого рассмотрения стало рассмотрение Концепции обновления Трудового кодекса РФ, предложенной РСПП. Концепция обсуждалась на совместном заседании нескольких рабочих групп Трёхсторонней комиссии в ноябре 2012 года. РСПП предлагала легализовать заёмный труд (аутстаффинг), облегчить работодателям увольнение работников, разрешить срочные трудовые договора для постоянно занятых сотрудников, перенести контроль за соблюдением трудовых отношений с федерального на региональный уровень. Профсоюзы России, действуя в рамках Трёхсторонней комиссии, полностью заблокировали данные изменения в трудовое законодательство.
Один из основных результатов деятельности Комиссии — регулярное согласование и обновление Генерального соглашения — рамочного документа, определяющего взаимодействие между государством, работодателями и работниками на федеральном уровне. Соглашение носит рекомендательный характер и не всегда соблюдается государством. Ответственности за его нарушение государством не предусмотрено. В результате, при проведении социальных и налоговых реформ его выполнение оказывается целиком зависящим от доброй воли Правительства РФ. В 2000 году, несмотря на то, что действовавшим тогда Генеральном соглашении было записано, что правительство не будет аккумулировать внебюджетные фонды, оно направило свои предложения в Госдуму, которая поддержала введение Единого Социального Налога, что, фактически, противоречило букве соглашения. Протесты профсоюзов в этом случае государством услышаны не были.
По состоянию на февраль 2021 года, в состав РТК входят:
Представители Правительства Российской Федерации:
- Алафинов И. С. — первый заместитель Министра транспорта Российской Федерации;
- Безродная А. С. — заместитель Министра юстиции Российской Федерации;
- Бондаренко А. Б. — статс-секретарь — заместитель Министра энергетики Российской Федерации;
- Бокова Л. Н. — статс-секретарь — заместитель Министра цифрового развития, связи и массовых коммуникаций Российской Федерации;
- Вуколов В. Л. — заместитель Министра труда и социальной защиты Российской Федерации, заместитель координатора стороны, представляющей Правительство Российской Федерации;
- Демиденко Д. П. — заместитель начальника Главного управления по вопросам миграции МВД России;
- Зенькович П. С. — статс-секретарь — заместитель Министра просвещения Российской Федерации;
- Иванков М. Ю. — руководитель Федеральной службы по труду и занятости;
- Илюшникова Т. А. — заместитель Министра экономического развития Российской Федерации;
- Кадочников П. А. — заместитель Министра финансов Российской Федерации;
- Карабаев А. Н. — заместитель директора Департамента бюджетной политики в сфере труда и социальной защиты Минфина России;
- Кигим А. С. — председатель Фонда социального страхования Российской Федерации;
- Котяков А. О. — Министр труда и социальной защиты Российской Федерации, координатор стороны, представляющей Правительство Российской Федерации;
- Лайкам К. Э. — заместитель руководителя Федеральной службы государственной статистики;
- Лукашевич М. Б. — статс-секретарь — заместитель Министра науки и высшего образования Российской Федерации;
- Лут О. Н. — заместитель Министра сельского хозяйства Российской Федерации;
- Маслова М. С. — директор Департамента оплаты труда, трудовых отношений и социального партнерства Минтруда России;
- Овсиенко Н. П. — заместитель Министра культуры Российской Федерации;
- Орлов М. С. — статс-секретарь — заместитель руководителя Федеральной службы по надзору в сфере защиты прав потребителей и благополучия человека;
- Осьмаков В. С. — заместитель Министра промышленности и торговли Российской Федерации;
- Пузыревский С. А. — заместитель руководителя Федеральной антимонопольной службы;
- Серко А. М. — статс-секретарь — заместитель Министра Российской Федерации по делам гражданской обороны, чрезвычайным ситуациям и ликвидации последствий стихийных бедствий;
- Сорокин С. О. — директор Департамента социального развития Минэкономразвития России;
- Сучкова Е. Н. — заместитель председателя Федерального фонда обязательного медицинского страхования;
- Топилин М. А. — председатель правления Пенсионного фонда Российской Федерации;
- Шипицын Е. А. — заместитель директора Департамента стратегического развития и инноваций Минэкономразвития России;
- Яковлева Т. В. — первый заместитель Министра здравоохранения Российской Федерации;
- Яркоева Ю. В. — директор Департамента социальных гарантий Минобороны России;
- Ястребов С. Н. — заместитель Министра природных ресурсов и экологии Российской Федерации.

Профсоюзная сторона:
- Шмаков Михаил Викторович — координатор стороны Комиссии, представляющей общероссийские объединения профсоюзов, Председатель ФНПР;
- Кузьмина Нина Николаевна — заместитель координатора стороны Комиссии, представляющей общероссийские объединения профсоюзов, заместитель Председателя ФНПР (на общественных началах);
- Абуков Григорий Рауфович — председатель Профессионального союза адвокатов России;
- Агапова Наталья Николаевна — председатель Профессионального союза работников агропромышленного комплекса Российской Федерации;
- Безымянных Алексей Алексеевич — председатель Горно-металлургического профсоюза России;
- Бойко Николай Николаевич — председатель Профессионального союза гражданского персонала Вооруженных сил России;
- Бойчук Мирослав Юрьевич — председатель Координационного совета Общероссийского объединения профсоюзов гражданской авиации, президент Профессионального союза летного состава России;
- Василевский Александр Дмитриевич — председатель Общероссийского профессионального союза работников жизнеобеспечения;
- Водянов Николай Анатольевич — председатель Общероссийского профессионального союза работников государственных учреждений и общественного обслуживания Российской Федерации;
- Гыбин Иван Вячеславович — председатель Российского профсоюза работников радиоэлектронной промышленности;
- Ковальчук Игорь Васильевич — первый заместитель председателя Российского профессионального союза моряков;
- Корчагин Александр Викторович — председатель Общероссийского профессионального союза работников нефтяной, газовой отраслей промышленности и строительства;
- Кравченко Борис Евгеньевич — президент Конфедерации труда России;
- Кузьменко Михаил Михайлович — президент Совета Ассоциации профсоюзов работников непроизводственной сферы Российской Федерации, председатель Профессионального союза работников здравоохранения Российской Федерации;
- Ломакин Владимир Владимирович — председатель Общероссийского профсоюза работников автомобильного транспорта и дорожного хозяйства;
- Меркулова Галина Ивановна — председатель Профессионального союза работников народного образования и науки Российской Федерации;
- Мохначук Иван Иванович — председатель Российского независимого профсоюза работников угольной промышленности;
- Назейкин Анатолий Георгиевич — президент Ассоциации профсоюзов транспорта и связи, председатель Профсоюза работников связи России;
- Никифоров Николай Алексеевич — председатель Российского профсоюза железнодорожников и транспортных строителей (РОСПРОФЖЕЛ);
- Офицеров Юрий Борисович — председатель Общественной организации «Всероссийский Электропрофсоюз»;
- Селитринников Валерий Иванович — председатель Общероссийского профсоюза авиационных работников;
- Ситнов Александр Викторович — председатель Российского профессионального союза работников химических отраслей промышленности;
- Скворцов Владимир Николаевич — председатель Российского профессионального союза работников инновационных и малых предприятий;
- Сухоруков Юрий Юрьевич — председатель Федерации профсоюзов работников морского транспорта;
- Тихомиров Алексей Валентинович — председатель Российского профессионального союза трудящихся авиационной промышленности;
- Фефелов Андрей Александрович — председатель Ассоциации машиностроительных профсоюзов России, председатель Профессионального союза работников автомобильного и сельскохозяйственного машиностроения Российской Федерации;
- Фомичёв Игорь Алексеевич — председатель Российского профсоюза работников атомной энергетики и промышленности;
- Цыганова Светлана Николаевна — председатель Российского профессионального союза работников культуры;
- Чекменев Андрей Иванович — председатель Российского профсоюза работников промышленности (РОСПРОФПРОМ);
- Шатохин Николай Павлович — заместитель председателя Российского профсоюза работников промышленности (РОСПРОФПРОМ).

Сторона работодателей:
- Бабурин Александр Иванович — первый заместитель председателя Союза работодателей "Общероссийское агропромышленное объединение работодателей «Агропромышленный союз России»;
- Глухова Мария Николаевна — вице-президент-управляющий директор Управления экономической политики и конкурентоспособности ООР «РСПП»;
- Гриб Владислав Валерьевич — вице-президент Федеральной палаты адвокатов Российской Федерации;
- Груздев Владимир Сергеевич — председатель Правления Общероссийской общественной организации «Ассоциация юристов России»;
- Дедюхин Владимир Анатольевич — первый вице-президент Общероссийского межотраслевого объединения работодателей «Российский союз строителей»;
- Замосковный Аркадий Викторович — Генеральный директор Общероссийского отраслевого объединения работодателей электроэнергетики (Объединение «РаЭл»);
- Иванов Виктор Петрович — президент Общероссийского отраслевого объединения работодателей «Российский союз химиков»;
- Иванов Сергей Валентинович — заместитель исполнительного директора Общероссийского отраслевого объединения работодателей «Союз машиностроителей России»;
- Клявин Алексей Юрьевич — президент Общероссийского отраслевого объединения работодателей «Российская палата судоходства»;
- Кобанов Александр Иванович — вице-президент, исполнительный директор Общероссийского отраслевого объединения работодателей нефтяной и газовой промышленности;
- Круглик Александр Александрович — президент Общероссийского отраслевого объединения работодателей «Российское объединение работодателей легкой промышленности»;
- Ларионова Татьяна Владимировна — Руководитель направления «Естественные монополии» ПАО «НЛМК»;
- Малов Александр Сергеевич — президент Союза работодателей "Общероссийское отраслевое объединение работодателей в дорожном хозяйстве «АСПОР»;
- Мельников Евгений Игоревич — Первый заместитель Председателя Комитета по международному сотрудничеству, Заместитель Председателя Комитета по цифровой экономике, Заместитель Председателя Комитета Делового совета ЕАЭС по цифровой повестке, Директор Департамента по работе с РСПП, ТПП РФ и международными организациями ГК «Ренова»;
- Москаленко Анатолий Алексеевич — вице-президент по управлению персоналом и организационному развитию ПАО «ЛУКОЙЛ»;
- Москвина Марина Валерьевна — управляющий директор Управления рынка труда и социального партнерства Общероссийского объединения работодателей «Российский союз промышленников и предпринимателей»;
- Нургалиев Зуфир Анасович — исполнительный директор Ассоциации «Общероссийское отраслевое объединение работодателей угольной промышленности»;
- Окуньков Алексей Михайлович — исполнительный директор Общероссийского отраслевого объединения работодателей «Ассоциация промышленников горно-металлургического комплекса России»;
- Пешков Максим Сергеевич — Руководитель направления по мониторингу нормотворческих инициатив ПАО "ГМК «Норильский никель»;
- Прокопов Федор Тимофеевич — вице-президент Российского союза промышленников и предпринимателей, директор Института занятости и профессий НИУ «ВШЭ», заместитель координатора стороны Общероссийских объединений работодателей в РТК;
- Сорокин Юрий Григорьевич — президент саморегулируемой организации «Ассоциация разработчиков, изготовителей и поставщиков средств индивидуальной защиты»;
- Тацюн Мирон Васильевич — президент Общероссийского отраслевого объединения работодателей «Союз лесопромышленников и лесоэкспортеров России»;
- Трубкина Наталья Олеговна — директор по персоналу ПАО «Мечел»;
- Угрюмов Константин Семёнович — президент Саморегулируемой организации Национальная ассоциация негосударственных пенсионных фондов;
- Ушакова Наталия Вадимовна — руководитель комитета по социально-трудовым отношениям Общероссийского объединения работодателей «Союз производственных компаний и предпринимателей России»;
- Феоктистова Елена Николаевна — управляющий директор по корпоративной ответственности, устойчивому развитию и социальному предпринимательству Общероссийского объединения работодателей «Российский союз промышленников и предпринимателей»;
- Харламов Анатолий Сергеевич — генеральный директор Общероссийского межотраслевого объединения работодателей-производителей никеля и драгоценных металлов;
- Хитров Андрей Юрьевич — генеральный директор Общероссийского отраслевого объединения работодателей «Союз работодателей атомной энергетики, промышленности и науки России», заместитель координатора стороны Общероссийских объединений работодателей в РТК;
- Чаплинский Сергей Игоревич — генеральный директор Общероссийского отраслевого объединения работодателей железнодорожного транспорта (Объединение «Желдортранс»);
- Чубаров Вадим Витальевич — вице-президент Торгово-промышленной палаты Российской Федерации;
- Шаханов Дмитрий Сергеевич — Заместитель генерального директора ОАО «РЖД»;
- Шохин Александр Николаевич — Президент Общероссийского объединения работодателей «Российский союз промышленников и предпринимателей» — координатор стороны Общероссийских объединений работодателей в РТК;
- Шубин Андрей Николаевич — член Правления Общероссийского объединения работодателей «Союз производственных компаний и предпринимателей России».

## Оценка деятельности
В экспертном докладе «Федерация независимых профсоюзов России (ФНПР): невидимый гигант», подготовленном под редакцией Михаила Делягина, приводится следующая оценка деятельности РТК:

Тем не менее, несмотря на свои колоссальные права и значительную активность, на деле РТК, насколько можно судить, не играет сколь-нибудь заметной роли в выработке и корректировке социально значимого законодательства. Основная ответственность за это лежит, как представляется, на ФНПР, так как крупный бизнес по самой своей природе достаточно серьезно зависит от правительства и не может оппонировать ему. Кроме того, краткосрочные интересы бизнеса, как правило, не соответствуют интересам трудящихся, а социально-экономический блок правительства состоит в основном из либералов, последовательно поддерживающих бизнес в его противостоянии с интересами трудящихся.